# Derek Boogaard
Derek Boogaard (Kanada, Saskatoon, 1982. június 23. – Amerikai Egyesült Államok, Minneapolis, 2011. május 13.) kanadai származású jégkorongozó, a New York Rangers egyik legismertebb játékosa volt.

## Életrajza
Boogaard 1982-ben született Kanadában, Saskatoon városában.
Profi meccseken 1999-től kezdve vett részt, a Regina Pats csapatában. A WHL-ben (Western Hockey League) négy szezont játszott le 3 különböző csapatban. Boogaard különösen ismert volt bunyóiról, amely során a jégkorongozók szabályosan ütik egymást. Több éves játéka alatt 70 bunyóban vett részt. Agresszív védekező játékával hamar felhívta magára a figyelmet és rövidesen ismert jégkorongozó lett. Posztját tekintve bal hátvéd volt, és a majd 120 kilós játékos nem kegyelmezett a támadóknak. Az általa olyannyira szeretett bunyókból rendszeresen ő került ki győztesen. Profi pályafutása során (255 NHL meccs) 3 gólt lőtt, és 13 gólpasszt adott. Boogaard ismert még büntetőperceiről, hiszen profi meccsein töltött büntetőperceket száma 589, amely igen magasnak számít. A 202-2003-as szezonban a Louisiana IceGators csapatának tagja volt, majd a Houston Aeros csapatában játszott két szezonon át. Később a Minnesota Wild csapattagja volt, majd 2010-ben a New York Rangers csapata 4 évre igazolta le, 6,5 millió dollár fejében, a 2010-es idényben 22 mérkőzésen jutott szóhoz, és 45 percnyi fegyelmi büntetés mellett egy gólt és egy gólpasszt jegyzett, így jutott el a 3 gólig. A keménykötésű hokisok közé tartozó játékos 52 meccsről hiányzott, és a rájátszásról is rendszeresen lemaradt különböző sérülések, vállgondok, miatt.
2010 decemberében Boogaard ismét e bunyót kezdeményezett amely során ottawai ellenfele súlyos agyrázkódást okozott neki. Boogaard ezután hosszabb ápolásra szorult, ami után csak márciusban térhetett vissza New Yorkba. Azonban az edzéseken gyengének mutatkozott, légzési- és keringési zavarai miatt újabb pihenőre kényszerült. Soha többé nem tért vissza a Rangers csapatába, ahová négy évre szerződött, és mindössze 22-szer játszhatott.
2011. május 13-án hunyt el minneapolisi lakásában. Családtagjai találtak rá a 28 éves jégkorongozóra. A halál oka pontosan nem ismert, tény azonban, hogy Boogard tragikusan korai halála visszavezethető agresszív szenvedélyére, a bunyózásra. Ilyen bunyók már számos jégkorongozó életét követelték, így még valószínűbb, hogy ez okozta halálát.

## Róla mondták
| „                                                     | Derek nagyszerű ember volt. A jégen kemény , de azon kívül nagyon barátságos fickó volt, akinek a hiánya rettenetesen fáj nekünk. Legmélyebb együttérzésünk a családnak és a barátoknak is. | ” |
| – Glen Sather, a New York Rangers csapat tulajdonosa. | |   |

## Lásd még
- A New York Rangers játékosainak listája